# Pavle Propadalo
Pavle Propadalo (Kirin Serbia: Павле Пропадало; sinh 24 tháng 11 năm 1994) là một tiền vệ bóng đá Serbia thi đấu cho Borac Čačak.

## Sự nghiệp
Sinh ra ở Čačak, Propadalo vượt qua trường đào tạo trẻ Borac Čačak. Anh ký bản hợp đồng 3 năm cùng với Košice vào mùa hè 2013, nhưng năm sau đó anh đến Bežanija. Sau đó cũng trong năm, anh trải qua vài giai đoạn cùng với OFK Beograd. Pavle gia nhập Metalac Gornji Milanovac đầu năm 2015, và ở đó đến hết mùa giải 2014–15. Anh quay lại Borac Čačak vào mùa hè 2015.